# Хрулёв, Степан Александрович
Степан Александрович Хрулёв (17 марта 1807, Москва — 3 июня 1870, Санкт-Петербург) — русский военачальник, генерал-лейтенант (24.08.1853), герой Польской войны 1831 года, Венгерской кампании 1849 года, завоевания Кокандского ханства и обороны Севастополя.

## Молодые годы
Родился в 1807 году в Москве, в доме на Тверском бульваре, в семье чиновника Тульского губернского правления Александра Афанасьевича Хрулёва — действительного статского советника, тульского помещика, председателя гражданской палаты по выборам дворянства. Принадлежал к дворянскому роду Хрулёвых.
Детские годы будущего героя Севастополя прошли в Туле и в отцовском имении — селе Шеверневе Алексинского уезда. Пробыв шесть лет в Тульском Александровском училище и блестяще выдержав в 1825 г. окончательный экзамен при 2-м Санкт-Петербургском кадетском корпусе, Хрулёв, по существовавшему тогда порядку, был прикомандирован для ознакомления со службой к Дворянскому полку, а в следующем году, 19 лет от роду, произведён в прапорщики и переведён в конную артиллерию — в артиллерийскую Конно-лёгкую № 25 роту, которая в то время квартировала на границе Царства Польского.

## Польская кампания 1831 года
Польское восстание 1830 года стало началом боевой деятельности Хрулёва: едва вспыхнул мятеж, как он выступил в поход, следуя в составе отряда генерал-лейтенанта К. А. Крейца через Варшаву в Люблин, и в этот продолжительный переход, постоянно сопровождавшийся стычками с поляками, впервые ознакомился с боевой обстановкой. Участвовал во многих делах и особенно под Козеницами (7 февраля) и при Люблине (27 февраля). За храбрость, выказанную в эту кампанию, Хрулёв был произведён в подпоручики и награждён орденами Св. Анны 4-й степени и Св. Владимира 4-й степеней с бантом.
В 1835 году Хрулёв был прикомандирован к Образцовой Конной батарее, а в следующем переведён в Лейб-гвардии Конную батарею, где сперва исполнял обязанности казначея, а затем нёс строевую службу. В 1844 году, в чине полковника, он вторично был зачислен в Образцовую Конную батарею, а в конце того же года назначен командиром Конно-лёгкой № 26 батареи. Основательно изучив за это время службу и считаясь знатоком артиллерийского дела, Хрулёв неоднократно был привлекаем к участию в обсуждении важных технических вопросов, таких как, к примеру, вопрос о введении в артиллерии картечных гранат.

## Венгерская кампания
Венгерскую кампанию 1849 г. Хрулёв начал, будучи уже полковником и командиром 4-й Конной артиллерийской бригады; на него сначала была возложена обязанность начальника аванпостов, а затем — командира Отдельного партизанского отряда. С блистательным успехом Хрулёв в продолжение нескольких месяцев (до 5 августа) исполнял возложенное на него поручение, не раз избегая с своим отрядом крайней опасности и всегда находя удачный выход из самых затруднительных положений.
После сражения под Вайценом (4 июля) Хрулёв, посланный с партизанским отрядом преследовать арьергард разбитой неприятельской армии и следуя с 2 эскадронами драгун, сотней казаков и двумя орудиями, совершенно неожиданно наткнулся у города Лошонца на сильный неприятельский корпус. Вдали от русских войск и в виду превосходящего врага Хрулёв не потерялся и, расположив искусно свой отряд, чтобы скрыть его малочисленность от неприятеля, он отправил к командиру корпуса Шандору Надю парламентёров от имени генерал-фельдмаршала И. Ф. Паскевича, с предложением сложить оружие и разойтись, — угрожая в противном случае немедленно атаковать его всей русской армией. Парламентёров препроводили в главную квартиру генерала Артура Гёргея, который после объяснения с ними написал письмо графу И. Ф. Паскевичу, прося дать ему 48 часов времени для обсуждения вопроса с прочими венгерскими вождями. Военные действия на время переговоров были приостановлены, а тем временем к Хрулёву подошли передовые части нашей армии, и его отряд был спасен. За отличную храбрость и мужество, выказанные Хрулёвым в делах Венгерской кампании, он получил золотую саблю с надписью «За храбрость», чин генерал-майора (1 сентября 1849 года) и австрийский орден Железной короны 2-й степени.

В феврале 1851 г. Хрулёв был назначен командиром 1-й бригады 1-й драгунской дивизии, а в мае 1853 г. поступил в распоряжение командира отдельного Оренбургского корпуса генерал-адъютанта графа В. А. Перовского, который в то время действовал против кокандцев. Во время трудного и мучительного перехода русских войск через киргизскую степь и реку Сырдарью, Хрулёв командовал артиллерией отряда, с большим успехом руководя её движениями, особенно во время трудной переправы через степную реку. В начале июля отряд подошёл к крепости Ак-Мечеть, и 6 числа началась осада. Хрулёв сам управлял траншейными и минными работами, а при штурме 28 июля командовал одной из штурмовых колонн. Крепость была взята, и граф В. А. Перовский доносил государю: 
Успешное и скорое производство осадных работ, удачное действие наших орудий, одушевление войск при штурме личным примером, сбережение их, — все это должно быть отнесено к распорядительности генерала Хрулёва, к его знанию дела и к хладнокровной его неустрашимости, почему, по всей справедливости, принадлежит ему вполне и самая честь завоевания крепости.
 За это дело Хрулёв был произведён 24 августа 1853 года в чин генерал-лейтенанта.

## Крымская война

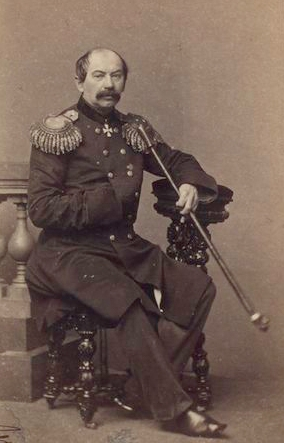
С. А. Хрулёв, 1865 год.

Наступил 1854 год, началась Крымская кампания. Славное участие Хрулёва как в этой войне, так особенно в обороне Севастополя стяжало ему вечную славу и причислило его имя к именам тех русских богатырей, память о которых никогда не умирает в народе. В начале 1854 г. Хрулёв прибыл на Дунай и поступил в распоряжение начальника инженеров генерал-адъютанта К. А. Шильдера, который поручил ему немедленно устроить батареи для действия по судам, стоявшим у Систова и Никополя. 16 февраля Хрулёв явился в Калараш и произвел рекогносцировку обоих берегов Дуная, а 18 числа уже были готовы 4 батареи, к которым на следующий день присоединились ещё 3, в когда 20 февраля турки в числе 6000 человек произвели вылазку на левый берег Дуная и, оттеснив нашу передовую цепь, уже приступили к срытию батарей, Хрулёв, собрав войска (один пехотный полк, два эскадрона драгун, две сотни казаков и две батареи) и осыпав неприятеля картечью, бросился в атаку и принудил турок к поспешному отступлению: они едва успели сесть на суда, оставив до 500 человек на берегу. 27 в 28 февраля Хрулёв действовал при Ольтенице, затем, участвуя в осаде крепости Силистрии, с 24 марта по 5 мая заведовал предварительными осадными работами. 12 июня Хрулёв командовал арьергардом при отступлении наших войск от Силистрии, а два дня спустя совершил смелую рекогносцировку, переправившись через главный рукав Дуная.

Бюст генерала Хрулёва, севастопольский Музей истории Черноморского флота России

С декабря 1854 года Хрулёв состоял при главнокомандующем морскими и сухопутными силами в Крыму генерал-адъютанте князе А. С. Меншикове. 5 (17) февраля 1855 года неудачно штурмовал занятую турками Евпаторию, затем активно участвовал в обороне Севастополя.
3 марта 1855 года окончено было сооружение Камчатского люнета, на другой день огонь нашей артиллерии и штуцеров заставил неприятеля прекратить траншейные работы. Однако не довольствуясь этим, Хрулёв в ночь с 10 на 11 марта произвел вылазку из Камчатского люнета: построившись в ротные колонны, войска наши ворвались в главную французскую траншею и срыли все произведённые там работы; бой длился всю ночь в только с рассветом Хрулёв дал знак к отступлению. Донося об этом деле, главнокомандующий, между прочим, писал государю: «свидетельствую о геройском мужестве генерал-лейтенанта Хрулёва». Государь прислал храброму генералу орден Святого Георгия 3-й степени. 5 мая Хрулёв был назначен начальником 1-го и 2-го отделений оборонительной линии. С этой стороны Севастополю особенно угрожала опасность, а потому сюда и был вызван «храбрый, солдатский генерал», как его называли нижние чины. Войска с доверием и надеждой встретили это назначение; большая часть солдат не раз видела Хрулёва в бою, знала его отвагу и храбрость; войска любили его за попечение о них, за уменье одним кстати сказанным словом бодрить и воодушевить их; им было известно, что Хрулёв назначался только на опасные места, и всем стало очевидно, что наступает серьёзный период обороны Севастополя. Прибыв к новому посту и осмотрев местность перед 1-м и 2-м бастионами, Хрулёв признал необходимым отдалить работы противника от 1-го отделения. Решено было построить ложементы; работа немедленно началась и скоро была окончена, но мы не могли удержать за собой ложементов: в ночь с 10 на 11 мая французы произвели сильную вылазку; наши войска храбро сражались до 3 часов утра но, благодаря значительному превосходству сил противника, мы потеряли новые траншеи. 25 мая произошло третье бомбардирование Севастополя, а на другой день Хрулёв был назначен начальником Корабельной стороны. Он прибыл к новому посту после полудня, а в 3 часа начался штурм на наши передовые укрепления. Едва Хрулёв успел приступить к распоряжениям, как показались неприятельские колонны. Отдав приказание привести резервы с Корабельной стороны, он поскакал к Малахову кургану. Противник атаковал Камчатский редут и взял его после отчаянного сопротивления. Тогда Хрулёв, захватив из подходивших подкреплений два батальона Забалканского и один батальон Суздальского полка, бросился с ними на редут и штыками выбил французов. В этот момент он получил известие, что на левом фланге захвачены неприятелем Волынский и Селенгинский редуты. Хрулёв поскакал туда, но ни его личное мужество, ни геройские усилия наших войск не могли бороться с врагом, к которому подходили все новые и новые силы: бой продолжался до вечера, и мы потеряли передовые укрепления.

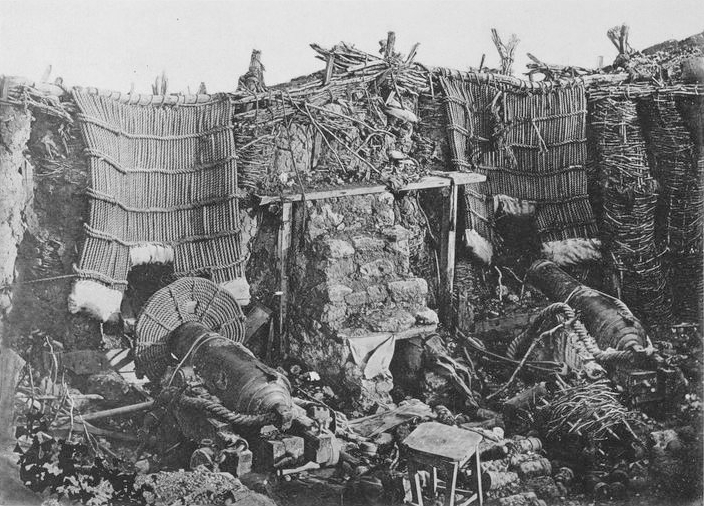
Русская батарея на Малаховом кургане. Фотография Джеймса Робертсона, 1855

Неприятель, заняв их, стал апрошами приближаться к Малахову кургану и громить бастионы корабельной части. 5 июня союзники открыли четвёртое бомбардирование Севастополя, что указывало на неминуемый штурм, и действительно, около 3 часов утра 6 июня противник по сигналу двинулся на штурм. Услышав тревогу, Хрулёв бросился на Малахов курган, как самый важный пункт обороны. Французы шли прямо на 2-й бастион и Малахов курган с прилегающими к нему батареями, англичане двинулись на 3-й бастион. Хрулёв, ежеминутно подвергаясь крайней опасности, хладнокровно отдавал приказания. Два раза противник производил атаку, но оба раз был отбит с большим уроном. После второй атаки Хрулёв получил донесение, что на правом фланге Малахова кургана неприятель овладел батареей П. Л. Жерве. Прискакав на всем знакомом белом коне своем на батарею и увидев, что войска, защищавшие её, отступают в полном беспорядке, Хрулёв крикнул им: «Ребята, стой! Дивизия идет на помощь». Войска остановились. Увидев 5-ю роту Севского полка, которая возвращалась с работ с лопатами и ружьями за спиной, Хрулёв подлетел к ней с криком: «Благодетели мои, в штыки за мной!» Севцы моментально бросились за любимым вождем. И эти 138 человек должны были изобразить дивизию, которую обещал Хрулёв. Блестящая атака этой горсти людей сразу изменила дело: французы были выбиты, и батарея взята обратно; в 7 часов утра союзники отступили. Слава и честь этого дня бесспорно принадлежит Хрулёву, который и был награждён орденом Святого Владимира 2-й степени. 27 августа было последним днём участия Хрулёва в Севастопольской обороне. Союзники в этот день всеми силами произвели новый штурм города. Хрулёв, безотлучно находившийся на Малаховом кургане, во главе Севского полка, с образом в руке, бросился в атаку, но был ранен в левую руку. Не оставляя однако строя, он продолжал распоряжаться боем, пока не лишился сознания.

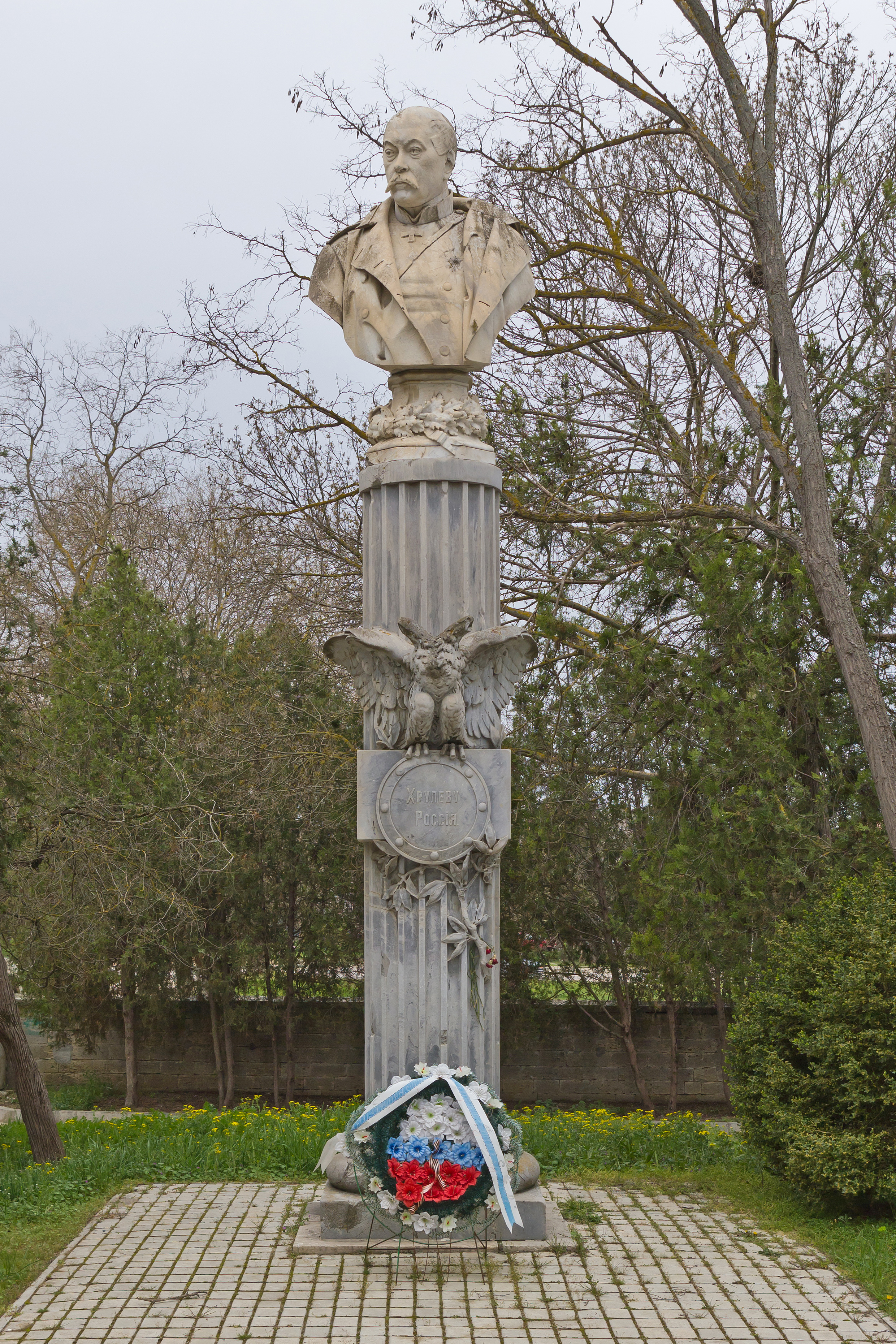
Надгробный бюст Хрулёва в Севастополе

В ноябре 1855 г. Хрулёв был уволен в Петербург для лечения и через два месяца назначен состоять в распоряжении главнокомандующего Отдельным Кавказским корпусом Н. Н. Муравьёва. Состоя в этой должности, он с 15 марта по сентябрь 1856 г. командовал отрядом, расположенным на турецкой границе. После передачи туркам крепости Карса Хрулёв вернулся в Петербург и в сентябре 1861 г. был назначен командиром 2-го армейского корпуса, а через год зачислен в запасные войска, в которых и оставался до своей смерти 22 мая 1870 г.
Хрулев похоронен, согласно завещанию, на Братском кладбище в Севастополе, где ему воздвигнут памятник. Одетый в кавказскую бурку генерал Хрулёв увековечен Францем Рубо на панораме «Оборона Севастополя».

## Семья
Жена: Александра Васильевна. урождённая Кащенко (17.04.1815 — 22.04.1898), похоронена в Исидоровской церкви Александро-Невской лавры.
Сыновья: 
- Николай Степанович (1.09.1841—1912) — генерал от кавалерии;
- Сергей Степанович (1.9.1846 — 1917) действительный статский советник (1.1.1887), окончил Пажеский корпус, прокурор Полтавского окружного суда (1888—92);
- Александр Степанович (1849 — 09.08.1917[5]), генерал-майор;
- Степан Степанович (2.07.1860 — 28.03.1913, г. Николаев) начальник Главного тюремного управления в 1909 — 1913 годах[4].

## Награды
Российские:
- Орден Святой Анны 4-й степени (1831)
- Знак отличия за военное достоинство 4-й степени (1831)
- Орден Святого Владимира 4-й степени с бантом (30.05.1832)
- Орден Святого Станислава 2-й степени (06.12.1838)
- Орден Святой Анны 2-й степени (24.10.1845)
- Императорская корона к ордену Святой Анны 2-й степени (28.11.1847)
- Орден Святого Георгия 4-й степени (26.11.1848)
- Золотая сабля с надписью «За храбрость» (09.01.1850)
- Золотая сабля с надписью «За храбрость», украшенная алмазами за отличие в Дунайской кампании Крымской войны (1854)
- Орден Святого Станислава 1-й степени (1854)
- Орден Святой Анны 1-й степени с мечами (1855)
- Орден Святого Георгия 3-й степени за отличие при обороне Севастоля (15.05.1855, по списку В. К. Судравского)[6]
- Орден Святого Владимира 2-й степени с мечами (1855)[6]
- Орден Белого орла (26.08.1856)
- Орден Святого Александра Невского (16.05.1862)

Иностранные:
- Австрийский орден Железной короны 2-й степени (1850)
- Турецкий орден Меджидие 1-й степени (1858)

## Сочинения генерала Хрулёва
- Донесения о маршрутах следования и передвижения войск в Венгрии, снабжении отрядов продовольствием и фуражом (1849).
- Оперативные приказания, распоряжения и рапорты о боевых действиях на Дунае, в частности, у крепости Силистрия, осмотре Кишиневского военного госпиталя (1854).
- Описание побережья вблизи Одессы, состояния береговых батарей и предложения по их исправлению (1854).
- Диспозиция войскам у Севастополя, описание местности до Стрелецкой балки (1855).
- Приказы по 10-й пехотной дивизии и Севастопольскому гарнизону (1855).
- Краткий обзор географического и политического состояния Кавказского наместничества по проекту нового разделения края (1856).
- О покорении горцев Кавказа (1856).
- О торговых и военных предприятиях в Средней Азии.
- О значении Астрахани.
- Ожидаемая польза для Средней Азии от учреждения факторий.
- Ожидаемая польза для Оренбургского края от учреждения торговых факторий (1859).
- Выписки из сочинений Артура-Георга (Артура Гёргея) о прибытии русских парламентеров в венгерский лагерь в 1849 г.
- Сведения о состоянии Ново-Петровского укрепления.
- Автобиография. — СПб., 1872.